# Wikstroemia techinensis
Wikstroemia techinensis är en tibastväxtart som beskrevs av S.C. Huang. Wikstroemia techinensis ingår i släktet Wikstroemia och familjen tibastväxter. Inga underarter finns listade i Catalogue of Life.